# Bikatieta
Bikatieta är en holme i Kiribati.   Den ligger i örådet Butaritari och ögruppen Gilbertöarna, i den norra delen av landet, 220 km norr om huvudstaden Tarawa. Bikatieta ligger 12 meter över havet. Arean är 0,11 kvadratkilometer.
Terrängen på Bikatieta är platt. Öns högsta punkt är 13 meter över havet. 